# A Sam és Cat epizódjainak listája
Ez a lista a Sam és Cat című amerikai sorozat epizódjainak felsorolását tartalmazza.
A Sam és Cat amerikai szitkom Jennette McCurdy és Ariana Grande főszereplésével készült, akik a Nickelodeon iCarly és V, mint Viktória című népszerű sorozataiban szerepeltek. A sorozat 2013. június 8-án kezdődött Amerikában.  2014. július 13-án a Nickelodeon bejelentette, hogy egy évad után véget ér a sorozat.

## Évados áttekintés
| Évad | Évad | Epizódok | Eredeti sugárzás | Eredeti sugárzás | Magyar sugárzás a -on | Magyar sugárzás a -on | Magyar sugárzás a -en | Magyar sugárzás a -en |
| Évad | Évad | Epizódok | Évadpremier      | Évadfinálé       | Évadpremier           | Évadfinálé            | Évadpremier           | Évadfinálé            |
| ---- | ---- | -------- | ---------------- | ---------------- | --------------------- | --------------------- | --------------------- | --------------------- |
|      | 1    | 36       | 2013. június 8.  | 2014. július 17. | 2014. február 16.     | 2015. október 11.     | 2021. január 12.      | 2021. november 15.    |

## 1. évad
| #       | Eredeti cím                                | Magyar cím                               | Írta                                                                  | Rendezte       | Eredeti premier      | Magyar premier a -on  | Magyar premier a -en | Gyártási kód |
| ------- | ------------------------------------------ | ---------------------------------------- | --------------------------------------------------------------------- | -------------- | -------------------- | --------------------- | -------------------- | ------------ |
| 1.      | #Pilot                                     | Bébiszitterek                            | Dan Schneider                                                         | Steve Hoefer   | 2013. június 8.      | 2014. február 16.     | 2021. február 14.    | 101          |
| 2.      | #FavoriteShow                              | Fárasztó                                 | Dan Schneider                                                         | Steve Hoefer   | 2013. június 15.     | 2014. február 23.     | 2021. február 7.     | 102          |
| 3.      | #TheBritBrats                              | A brit tesók                             | Dan Schneider & Jake Farrow                                           | Adam Weissman  | 2013. június 22.     | 2014. március 9.      | 2021. február 20.    | 104          |
| 4.      | #NewGoat                                   | Az új lakók                              | Dan Schneider & Warren Bell                                           | Steve Hoefer   | 2013. június 29.     | 2014. március 2.      | 2021. február 14.    | 103          |
| 5.      | #TextingCompetition                        | SMS verseny                              | Dan Schneider & Christopher J. Nowak                                  | Russ Reinsel   | 2013. július 13.     | 2014. április 6.      | 2021. január 13.     | 108          |
| 6.      | #BabysitterWar                             | Bébiszitter háború                       | Dan Schneider & Christopher J. Nowak                                  | Steve Hoefer   | 2013. július 20.     | 2014. március 16.     | 2021. február 20.    | 105          |
| 7.      | #GoomerSitting                             | Goomer csőszök                           | Dan Schneider & Warren Bell                                           | Adam Weissman  | 2013. július 27.     | 2014. március 23.     | 2021. február 20.    | 106          |
| 8.      | #ToddlerClimbing                           | Totyogó verseny                          | Dan Schneider & Jake Farrow                                           | Adam Weissman  | 2013. augusztus 3.   | 2014. március 30.     | 2021. január 12.     | 107          |
| 9.      | #MommaGoomer                               | Goomer mama látogatása                   | Dan Schneider & Christopher J. Nowak                                  | Dan Frischman  | 2013. augusztus 10.  | 2014. április 27.     | 2021. január 17.     | 111          |
| 10.     | #BabysittingCommercial                     | A kutyatánc verseny                      | Dan Schneider & Warren Bell                                           | Steve Hoefer   | 2013. szeptember 14. | 2014. május 4.        | 2021. január 17.     | 112          |
| 11.     | #RevengeOfTheBritBrats                     | A brit tesók bosszúja                    | Dan Schneider & Warren Bell                                           | Adam Weissman  | 2013. szeptember 21. | 2014. április 13.     | 2021. január 14.     | 109          |
| 12.     | #MotorcycleMystery                         | A motorkerékpár rejtély                  | Dan Schneider & Jake Farrow                                           | Steve Hoefer   | 2013. szeptember 28. | 2014. április 20.     | 2021. január 15.     | 110          |
| 13.     | #SecretSafe                                | A titkos széf                            | Dan Schneider & Jake Farrow                                           | Adam Weissman  | 2013. október 5.     | 2014. május 11.       | 2021. január 20.     | 113          |
| 14.     | #OscarTheOuch                              | Oscar, az ügyetlen                       | Dan Schneider & Dave Malkoff                                          | Russ Reinsel   | 2013. október 12.    | 2014. május 25.       | 2021. január 21.     | 115          |
| 15.     | #DollSitting                               | Babaszitterek                            | Dan Schneider & Christopher J. Nowak                                  | Steve Hoefer   | 2013. október 19.    | 2014. május 18.       | 2021. október 30.    | 114          |
| 16.     | #PeezyB                                    | Peezy B                                  | Dan Schneider & Jake Farrow                                           | Paul Coy Allen | 2013. november 2.    | 2014. október 12.     | 2021. január 24.     | 119          |
| 17.     | #SalmonCat                                 | Szemes Cat                               | Dan Schneider & Christopher J. Nowak                                  | Russ Reinsel   | 2013. november 9.    | 2014. szeptember 28.  | 2021. január 17.     | 117          |
| 18.     | #Twinfection                               | Ikerfertőzés                             | Dan Schneider & Jake Farrow                                           | Steve Hoefer   | 2013. november 16.   | 2014. szeptember 21.  | 2021. január 22.     | 116          |
| 19.     | #MyPoober                                  | Én és a plüss                            | Dan Schneider & Warren Bell                                           | Steve Hoefer   | 2013. november 23.   | 2014. október 5.      | 2021. január 17.     | 118          |
| 20.     | #MadAboutShoe                              | Cipő mánia                               | Történet: Lisa Lillien Teleplay: Dan Schneider & Christopher J. Nowak | Steve Hoefer   | 2013. november 30.   | 2014. október 19.     | 2021. január 24.     | 120          |
| 21.     | #MagicATM                                  | A csoda ATM                              | Dan Schneider & Christopher J. Nowak                                  | Adam Weissman  | 2014. január 4.      | 2015. április 12.     | 2021. január 31.     | 123          |
| 22.     | #Lumpatious                                | A piszkatúra                             | Dan Schneider & Jake Farrow                                           | Russ Reinsel   | 2014. január 11.     | 2015. április 5.      | 2021. január 30.     | 122          |
| 23.-24. | #TheKillerTunaJump: #Freddie #Jade #Robbie | A gyilkos ugratás: Freddie, Jade, Robbie | Dan Schneider & Warren Bell                                           | Adam Weissman  | 2014. január 18.     | 2015. április 19./26. | 2021. április 5.     | 124-125      |
| 25.     | #YayDay                                    | Hurrá-nap                                | Dan Schneider & Warren Bell                                           | Steve Hoefer   | 2014. január 20.     | 2015. március 29.     | 2021. január 29.     | 121          |
| 26.     | #BrainCrush                                | Agyzúzó                                  | Dan Schneider & Jake Farrow                                           | Dan Frischmann | 2014. február 8.     | 2015. június 7.       | 2021. január 31.     | 126          |
| 27.     | #BlueDogSoda                               | Kék kutya hadművelet                     | Dan Schneider & Christopher J. Nowak                                  | Adam Weissman  | 2014. február 15.    | 2015. június 14.      | 2021. január 31.     | 127          |
| 28.     | #BlooperEpisode                            | Bakiparádé                               | Dan Schneider & Jake Farrow                                           | Adam Weissman  | 2014. február 22.    | 2015. június 21.      | 2021. február 5.     | 128          |
| 29.     | #FresnoGirl                                | A Fresno-baba                            | Dan Schneider & Christopher J. Nowak                                  | Steve Hoefer   | 2014. március 15.    | 2015. június 28.      | 2021. február 6.     | 129          |
| 30.     | #StuckInABox                               | Varázshegy                               | Dan Schneider & Warren Bell                                           | Dan Frischman  | 2014. március 22.    | 2015. július 5.       | 2021. február 6.     | 130          |
| 31.     | #SuperPsycho                               | SzuperŐrült                              | Dan Schneider & Warren Bell                                           | Steve Hoefer   | 2014. március 29.    | 2015. szeptember 20.  | 2021. november 15.   | 133          |
| 32.     | #DroneBabyDrone                            | Drón, bébi, drón!                        | Dan Schneider & Jake Farrow                                           | Russ Reinsel   | 2014. április 12.    | 2015. szeptember 6.   | 2021. február 7.     | 131          |
| 33.     | #FirstClassProblems                        | Elsőosztályú problémák                   | Dan Schneider & Christopher J. Nowak                                  | Steve Hoefer   | 2014. április 26.    | 2015. szeptember 13.  | 2021. február 7.     | 132          |
| 34.     | #KnockOut                                  | Kiütéses győzelem                        | Dan Schneider & Jake Farrow                                           | Russ Reinsel   | 2014. június 7.      | 2015. szeptember 27.  | 2021. február 13.    | 134          |
| 35.     | #WeStealARockStar                          | Elraboltunk egy rocksztárt               | Dan Schneider & Christopher J. Nowak                                  | Steve Hoefer   | 2014. július 12.     | 2015. október 4.      | 2021. február 13.    | 135          |
| 36.     | #GettinWiggy                               | Paróka-para                              | Történet: Andrew Thomas Teleplay: Dan Schneider & Warren Bell         | Russ Reinsel   | 2014. július 17.     | 2015. október 11.     | 2021. február 13.    | 136          |